# کاپور و پسران
کاپور و پسران (به هندی: Kapoor & Sons) فیلمی است محصول سال ۲۰۱۶ و به کارگردانی شاکو باترا است. در این فیلم بازیگرانی همچون ریشی کاپور، راتنا پاتک، راجات کاپور، فؤاد افضل خان، سیدهارث مالهورترا، آلیا بات ایفای نقش کرده‌اند.